# James B. Clark
James B. Clark (* 14. Mai 1908 in Stillwater, Minnesota; † 19. Juli 2000 in Los Angeles, Kalifornien) war ein US-amerikanischer Filmeditor sowie Film- und Fernsehregisseur.

## Leben
Clark begann 1937 seine Tätigkeit im Bereich Filmschnitt. Bis einschließlich 1960 war er an rund 50 Produktionen beteiligt. In den 1950er Jahren wandte er sich der Regie zu. Zunächst inszenierte er zwei Folgen der Serie Flicka, 1957 drehte er mit dem Kriegsfilm Under Fire seinen ersten Spielfilm. Ab den 1960er Jahren war er ausschließlich als Regisseur tätig, für Kino und Fernsehen gleichermaßen. Sein Fokus lag vor allem auf Tierfilmen und -serien.
Als Editor arbeitete er mehrmals mit dem Regisseur Henry Hathaway zusammen.
Für seine Mitarbeit an dem Film Schlagende Wetter war er 1942 für den Oscar in der Kategorie Bester Schnitt nominiert. 
Die Directors Guild of America zeichnete ihn zusammen mit dem Regisseur Alex Segal 1967 mit einem DGA Award in der Kategorie Outstanding Directorial Achievement in Television für ihre Arbeit an Death of a Salesman aus.

## Filmografie (Auswahl)

### Als Editor
- 1936: Unter der roten Robe (Under the Red Robe)
- 1937: Zigeunerprinzessin (Wings of the Morning)
- 1940: Charlie Chan im Wachsfigurenkabinett (Charlie Chan at the Wax Museum)
- 1941: Adoptiertes Glück (Sun Valley Serenade)
- 1941: Schlagende Wetter (How Green Was My Valley)
- 1942: Roxie Hart
- 1942: 10 Leutnants von West-Point (Ten Gentlemen from West Point)
- 1943: Der Tänzer auf den Stufen (Stormy Weather)
- 1943: Holy Matrimony
- 1944; Buffalo Bill, der weiße Indianer (Buffalo Bill)
- 1944: Schlüssel zum Himmelreich (The Keys of the Kingdom)
- 1945: Die tollkühnen Abenteuer des Captain Eddie (Captain Eddie)
- 1945: Todsünde (Leave Her to Heaven)
- 1946: Irgendwo in der Nacht (Somewhere in the Night)
- 1947: Eine Welt zu Füßen (The Foxes of Harrow)
- 1948: The Walls of Jericho
- 1948: Nachtclub-Lilly (Road House)
- 1949: Ich war eine männliche Kriegsbraut (I Was a Male War Bride)
- 1950: So ein Pechvogel (When Willie Comes Marching Home)
- 1951: Insel der zornigen Götter (Bird of Paradise)
- 1951: Rommel, der Wüstenfuchs (The Desert Fox: The Story of Rommel)
- 1951: Der Fall Cicero (Five Fingers)
- 1951: Vergeltung am Teufelssee (The Secret of Convict Lake)
- 1952: Kurier nach Triest (Diplomatic Courier)
- 1952: Casanova wider Willen (Dreamboat)
- 1952: Liebe, Pauken und Trompeten (Stars and Stripes Forever)
- 1953: Weiße Frau am Kongo (White Witch Doctor)
- 1954: Der Garten des Bösen (Garden of Evil)
- 1954: Inferno (Hell and High Water)
- 1955: Der Favorit (The Racers)
- 1955: Tokio-Story (House of Bamboo)
- 1956: Meine Frau, der Leutnant (The Lieutenant Wore Skirts)
- 1956: 23 Schritte zum Abgrund (23 Paces to Baker Street)
- 1956: The Girl Can’t Help It
- 1956: Feuertaufe (Between Heaven and Hell)
- 1957: Die große Liebe meines Lebens (An Affair to Remember)
- 1960: Vor Hausfreunden wird gewarnt (The Grass Is Greener)

### Als Regisseur
- 1957: Under Fire
- 1958: Der Sierra-Baron (Sierra Baron)
- 1958: König der Banditen (Villa!!)
- 1959: The Sad Horse
- 1960: Patrasche, mein kleiner Freund (A Dog of Flanders)
- 1960: Vergeltung ohne Gnade (One Foot in Hell)
- 1960: Die große Attraktion (Big Show)
- 1961: Misty, das Pony von der Insel (Misty)
- 1963: Sklavenjäger (Drums of Africa)
- 1963: Flipper
- 1963: Die Insel der blauen Delphine (Island of the Blue Dolphins)
- 1965: … und jetzt Miguel (And Now Miguel)
- 1966–1967: Batman (Fernsehserie)
- 1969: Ein Jahr als Robinson (My Side of the Mountain)
- 1970: Alle lieben Lassie (Lassie: Well of Love, Fernsehfilm)
- 1972: Wenn die Deiche brechen (The Little Ark)